# Struveshof
Struveshof ist ein Wohnplatz von Ludwigsfelde in Brandenburg.

## Geschichte
1887 erwarb die Stadt Berlin das Vorwerk des Gutes Schenkendorf, um hier Rieselfelder anzulegen. 1896 wurde in dem als Schäferei genutzten Vorwerk eine Einklassenschule eingerichtet. Die erste urkundliche Erwähnung als Vorwerk Struveshof stammt von 1905.
Um 1900 hatte die Berliner Stadtverwaltung begonnen, Erziehungsanstalten für Waisen und vernachlässigte Kinder außerhalb der Stadt anzulegen. 1914 wurde mit dem Bau des Landerziehungsheims der Stadt Berlin in Struveshof begonnen. Drei Jahre später wurde das Heim eingeweiht. Es war für die Unterbringung von Jungen zwischen zwölf und 18 Jahren bestimmt und sollte sich durch eigene Landwirtschaft selbst versorgen. 1928 wurde Struveshof eine selbständige Gemeinde, die es bis zur Eingemeindung nach Ludwigsfelde 1961 blieb.
Beim Bombenangriff US-amerikanischer und britischer Bomber auf das nahegelegene Flugmotorenwerk Genshagen wurde das Heim 1943 schwer beschädigt. 1945 erfolgte nach dem Einmarsch der Roten Armee die Errichtung eines Lazaretts sowie einer sowjetischen Kommandantur. Später wurde aus der Anlage ein Jugendwerkhof, der bis 1960 bestand. Am 1. August 1961 wurde Struveshof nach Ludwigsfelde eingemeindet.

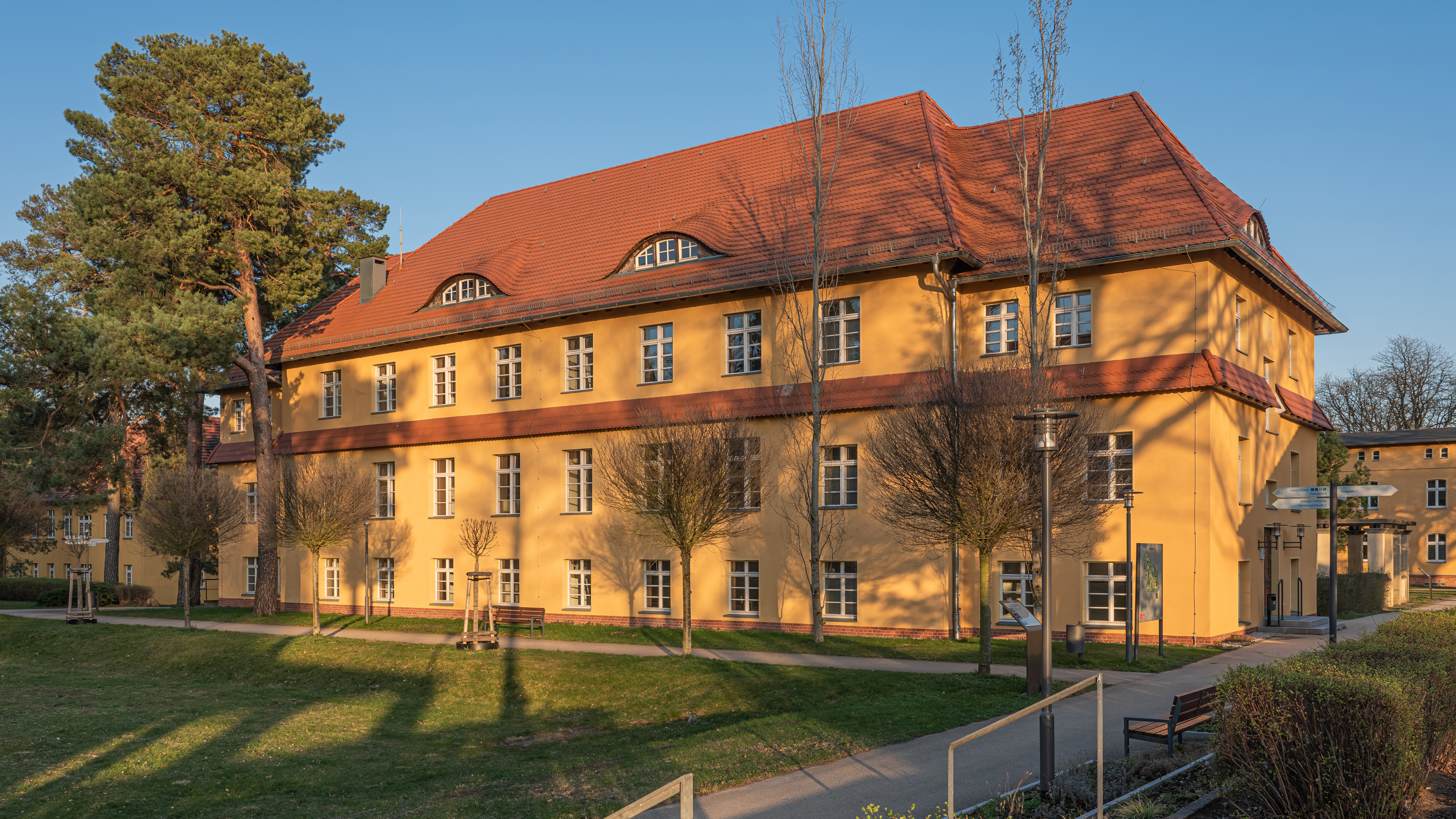
Seminargebäude des Landesinstituts für Schule und Medien Berlin-Brandenburg

1962 wurde Struveshof Sitz des Zentralinstituts für Weiterbildung für Lehrer und Erzieher (ZIW, später Zentralinstitut für Weiterbildung der Lehrer, Erzieher und Schulfunktionäre). Das Institut erlangte in den folgenden Jahren durch die Förderung von Margot Honecker an Bedeutung. Nach der Wende 1990 wurde das Institut geschlossen. Aber auch nach der politischen Wende behielt der Ort seine Bedeutung als „Bildungsstandort“. 2003 wurde aus dem 1991 gegründeten Pädagogischen Landesinstitut Brandenburg (PLIB) und dem im selben Jahr gegründeten, aber erst 2001 nach Struveshof umgezogenen Medienpädagogischen Zentrum Brandenburg das Landesinstitut für Schule und Medien Berlin-Brandenburg gebildet.
Zum Fahrplanwechsel am 9. Dezember 2012 wurde als Ersatz für den im Personenverkehr aufgegebenen Bahnhof Genshagener Heide etwa zwei Kilometer weiter westlich am Berliner Außenring der neue Haltepunkt Ludwigsfelde-Struveshof mit zwei 140 Meter langen Seitenbahnsteigen in Betrieb genommen. Bis Ende 2013 wurde der Haltepunkt durch eine Fußgängerbrücke und einen P+R-Parkplatz vervollständigt. Insgesamt wurden hierfür 3,9 Millionen Euro investiert.

## Ortsname
Der Name leitet sich von Gerhard Struve (1835–1904) ab. Dieser Berliner Stadtrat war für die Rieselfelder um Berlin verantwortlich und engagierte sich für sozial gefährdete Jugendliche und Kinder.